# Église Sainte-Marie-Madeleine de Teyssieu
L'église Sainte-Marie-Madeleine est une église catholique située à Teyssieu, en France.

## Localisation
L'église est située dans le département français du Lot sur le territoire de la commune de Teyssieu.

## Historique
L'édifice a été inscrit au titre des monuments historiques le 23 novembre 1992. 
Plusieurs objets sont référencés dans la base Palissy.
Le vocable de Sainte-Marie-Madeleine indique une fondation tardive de la paroisse, probablement à la fin du XIe ou du début du XIIe siècle. 
L'église romane originaire se composait d'un plan en croix latine comportant un chœur, une abside en hémicycle et d'une nef unique qui s'ouvrait sur deux chapelles latérales formant un faux transept. 
Elle fait partie du regroupement paroissiale de Sousceyrac.

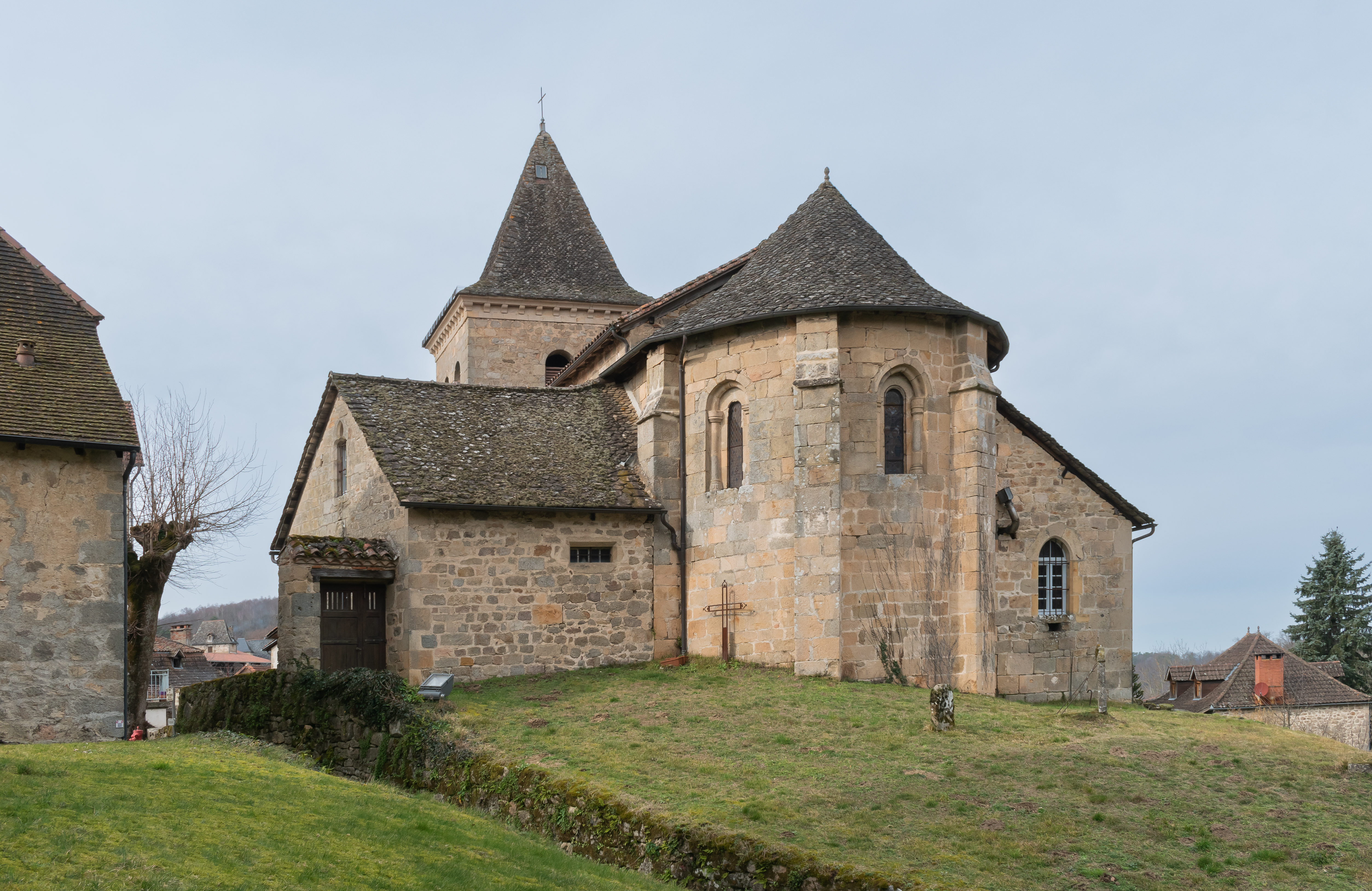
Le chevet de l'Église

## Description
L'église de Teyssieu est un édifice composite de différents styles, gothique, roman et néo-gothique. Elle possède un magnifique chevet roman du XIe siècle.